# تشيرنوغورسك
تشيرنوغورسك (بالروسية: Черногорск) هي إحدى مدن روسيا في الكيان الفدرالي الروسي خقاسيا.